# Michael Cuccione
Michael James Cuccione (5. ledna 1985 Burnaby – 13. ledna 2001 Vancouver) byl kanadský filmový herec, zpěvák, tanečník, autor a aktivista. Měl bratra a sestru.
Ve svých 9 letech mu byla objevena Hodgkinsova choroba, tedy jistá forma rakoviny. Za život podstoupil několik chemoterapií, žádná však neměla pádných účinků. Nemoci podlehl 13. ledna roku 2001, své poslední Vánoce a narozeniny strávil v nemocnici.
Za svůj krátký život se stihl objevit v několika menších rolích, například v seriálu Pobřežní hlídka a zahrál si i v sérii 2ge+her, kde byl členem fiktivní hudební skupiny.